# Vasilij Žukovski
Vasilij Andrejevič Žukovski (Mišenskoje, 9. veljače 1783. – Baden-Baden, 24. veljače 1852.), ruski pjesnik. 
Sudjelovao u kružoku Арзамас, čiji su članovi nastojali prevladati tradicije klasicizma. Prvi ruski romantičar, pisac elegija (Теои u Зсхuи, balada Любмuпа; Сєемпана), refleksivnih i patriotskih pjesama. Slijedeći englesku i njemačku poeziju, unio je u rusku liriku intimne i metafizičke motive: prijateljstvo, ljubav, vjeru u zagrobni život. Pjesme su mu melankolične, sentimentalne i idilične. Razvio ruski stih i njegovu melodioznost, osposobio ga za izražavanje emocija.